# Reserva índia Fort Yuma
La reserva índia Fort Yuma és una part de les terres tradicionals dels quechans, també coneguts com a yumes. Constituïda en 1884, la reserva té una superfície de 178,197 km² (~45.000 acres) al sud-est del comtat Imperial (Califòrnia), i a l'oest del comtat de Yuma (Arizona), vora la ciutat de Yuma (Arizona).
El cens dels Estats Units del 2020 va registrar una població resident de 1.898 persones a la reserva índia Fort Yuma, però només el 70 per cent d'elles van dir que eren natives americanes. El 25% es va identificar com a hispanes o llatines.
La reserva és governada per un Consell de cinc membres, que es renova cada dos anys, i que escull una presidència i una vicepresidència.
El 2009 la tribu Quechan va obrir un casino en les seves terres, el Quechan Casino Resort, i operen el Paradise Casino de Yuma, una empresa de sorra i grava, cinc aparcaments de remolcs i caravanes, una botiga de queviures i un museu. El 2023 va inaugurar un centre d'emprenedoria, que ofereix els seus serveis a la seva comunitat però també a persones de fora que hi tinguin interès.